# Дејвид Скот
Дејвид Рандолф „Дејв” Скот (енгл. David Randolph "Dave" Scott; Сан Антонио, 6. јун 1932) бивши је амерички пилот, ваздухопловни инжењер, астронаут; седми човек на Месецу. Изабран је за астронаута 1963. године. Смрћу Џона Јанга јануара 2018. постао је последњи живи командант лунарне мисије.
Дејвид Скот рођен је у Рандолф Филду, близу Сан Антонија, у бази по којој носи своје средње име. У детињству је провео три године на Филипинима. Пре него што је изабран за астронаута, летео је као борбени и тест пилот у Америчком ратном ваздухопловству. Службовао је у Холандији током Хладног рата. По повратку из Холандије и завршених мастер студија, добио је наређење да се јави као професор у Ваздухопловну академију САД. Међутим, није му се допала та идеја, будући да је желео да постане пробни пилот. Отишао је у Пентагон и пронашао пуковника који је имао разумевања за његов случај, те је Скот прекомандован и похађао је курс за пробног пилота у ваздухопловној бази Едвардс, Калифорнија, који успешно завршава и у том својству бива изабран за астронаута од стране НАСА. Завршио је и курс са астронаутским курикулумом. Први је астронаут из своје селекције који је летео у свемир.
Мисија Џемини 8, на којој је Скот летео са својим командантом на том лету, Нилом Армстронгом, замишљена је као тродневна мисија на којој је Скот требало да постане други Американац у отвореном свемиру, након Џеминија 4 и Еда Вајта. У свемирске алманахе је уписана и као прва мисија током које је извршено спајање две летелице у лету, али и мисија која је представљала прву ургентну ситуацију у свемиру, када је дошло до техничког квара на Џемини летелици. Захваљујући смирености командног пилота Армстронга избегнута је трагедија, али је мисија моментално прекинута. Астронаути су се вратили на Земљу и Скот је остао ускраћен за своју свемирску шетњу.
Још два пута је Скот летео у свемир. Други пут на мисији Аполо 9, на којој је био пилот командног модула и извео први свој излазак у отворени свемир. Две године касније, био је командант мисије Аполо 15, током које је постао седми човек на Месецу и један од 24 човека који су путовали на Месец. Он и Џим Ирвин, пилот лунарног модула, постали су и први људи који су управљали лунарним ровером. Током боравка на Месецу, обавили су значајна истраживања Месечевог тла и извели значајне научне експерименте, а такође су оставили и фигурицу Пали астронаут у знак сећања на колеге који су положили своје животе у име освајања космичких пространстава. Скот је у свемиру провео 22 дана. Пензионисао се у марту 1975. године са чином пуковника, док је НАСА-у напустио октобра 1977. у улози директора Летачко-опитног центра Драјден, који данас носи име по Нилу Армстронгу, колеги са Џеминија 8. У својој каријери астронаута, обављао је и дужност резервног команданта мисије Аполо 12.
Током каријере је забележио више од 5.600 часова лета.
Средњу школу је завршио у Вашингтону 1949. године. Био је успешан пливач. Годину дана је похађао Универзитет Мичиген, да би потом био примљен на Војну академију САД. Дипломирао је војне науке као пети у класи 1954. године. Магистрирао је на МИТ-у из области ваздухопловне технике и астронаутике, а стекао је и диплому инжењера из ових области у истој институцији, 1962. године. Скот је у младости био члан Младих извиђача САД и имао је други чин по реду, Life Scout. Двапут се женио, и има двоје деце из првог брака.
Након пензионисања био је челник своје компаније, Scott Science and Technology, Inc. Био је активан на телевизији, а сарађивао је и са бившим совјетским космонаутом, Алексејем Леоновим, са којим је написао књигу о подухватима америчког и совјетског космичког програма. Члан је неколико кућа славних и носилац бројних друштвених признања, цивилних и војних одликовања.

## Експеримент са пером и чекићем
Један од најпознатијих експеримената обављених на овом лету јесте експеримент који је Дејвид Скот извео са пером и чекићем, које је спустио у исто време и у исто време су додирнули Месечево тле.

## Инцидент са поштанским маркицама
Након мисије Аполо 15, дошло се до сазнања да су астронаути неовлашћено носили са собом на Месец 398 комеморативних поштанских маркица. Од укупног броја, њих 100 је продато једном немачком трговцу. Приходи од продаје требало је да оду у фонд за децу посаде лета. Мада није реч ни о чему незаконитом, и иако је НАСА раније умела да зажмури на једно око код оваквих случајева, овога пута је реакција била строга — нити један од астронаута са Апола 15 није поново полетео у свемир. Џим Ирвин је раније испланирао повлачење, али су Скот и Ал Ворден премештени на друге послове.

## Галерија
- Дејвид Скот као астронаут НАСА, 1964. године
- Дејвид Скот и Нил Армстронг (у летелици) током обуке за Џемини 8, 1966. године
- Нил Армстронг и Дејвид Скот (десно), 1966. године
- Дејвид Скот (десно) и Нил Армстронг по безбедном спуштању Џеминија 8, 1966. године
- Дејвид Скот, 1968. године

- Дејвид Скот у свемиру током Апола 9, 1969. године
- Дејвид Скот у Контроли мисије током лета Аполо 11, 1969. године
- Дејвид Скот са супругом и децом, 1971. године
- Дејвид Скот салутира америчкој застави на Месецу, 1971. године
- Дејвид Скот у лунарном роверу на Месецу, 1971. године
- Дејвид Скот (десно) као директор Драјден центра, 1976. године
- Дејвид Скот, 2009. године